# Parque Nacional Yakushima
O Parque Nacional Yakushima é um parque nacional japonês, localizado na prefeitura de Kagoshima. Extendendo-se por 24 566 hectares, foi designado parque nacional em 16 de março de 2012.